# 西蒙斯冰川
75°0′S 113°36′W / 75.000°S 113.600°W
西蒙斯冰川（英語：Simmons Glacier）是南極洲的冰川，位於瑪麗伯德地的科勒嶺東部，流經伊舍伍德山和斯特蘭奇山之間，美國地質調查局根據測量和該國海軍的空中照片繪入地圖，現時由南極條約體系管理。